# 아데노이드 비대증
아데노이드 비대증(Adenoid hypertrophy)이란 세균 감염으로 인두의 림프 조직이 과다하게 증식하여 코 호흡 장애를 일으키는 질환을 말하며, 코펜하겐의 의사 빌헬름 메이어에 의해 처음 기술되었다.

## 치료법
모메타손(mometasone)이 아데노이드 비대증이 있는 어린이들에게 증상 개선이 있을 수 있다는 일부 낮은 품질의 증거가 있다.
아데노이드를 수술로 제거하는 일은 아데노이드 절제술로 부르며 구강을 경유하여 진행한다.

### 과거의 치료법
알루미늄 컵에 물을 담아 가스 불에 올려놓고 끓인 다음 연필과 비슷한 크기에 끝에 1cm정도 되는 칼날이 있는 강철 기구를 속에 넣어 소독한다. 그 뒤 그 기구를 입에 집어넣어 아데노이드를 잘라낸다.